# Młynarz (Góry Krucze)
Młynarz (niem. Mühl Berg, 573 m n.p.m.) - szczyt w północno-zachodniej części Gór Kruczych, w Sudetach Środkowych.
Leży na zakończeniu bocznego grzbieciku, odchodzącego ku północnemu zachodowi od Anielskiej Góry. Jest najdalej na północny wschód wysuniętym wzniesieniem Gór Kruczych. Poniżej zachodnich zboczy przepływa Bóbr.
Młynarz zbudowany jest ze skał osadowych zachodniego skrzydła niecki śródsudeckiej, zapadających ku wschodowi, ku jej centrum. Są to górnokarbońskie piaskowce, zlepieńce i łupki warstw żaclerskich z pokładami węgla kamiennego oraz permskie piaskowce i zlepieńce czerwonego spągowca.
Na zboczach nieliczne skałki zbudowane z piaskowców i zlepieńców oraz bloki tych skał.
Wierzchołek i zachodnie zbocza porośnięte lasem świerkowym z domieszką innych gatunków. Pozostałe zbocza zajmują pola uprawne i łąki.
Od północnego wschodu, wzdłuż bezimiennego potoku ciągną się zabudowania Przedwojowa, a od zachodu, wzdłuż Bobru Janiszowa.
Zachodnie zbocze podcięte jest przez linię kolejową Kamienna Góra - Lubawka. Na wschód od wzniesienia biegnie droga krajowa nr 5.
Na zboczach Młynarza toczyła się 23 czerwca 1760 r. Bitwa pod Landeshut, tzw. "Pruskie Termopile". Pozostałością tych zmagań są resztki okopów oraz cokół pomnika stojącego poniżej szczytu.